# Diemelstadt
Diemelstadt ist eine Stadt im nordhessischen Landkreis Waldeck-Frankenberg. Sie entstand erst 1970, als die Stadt Rhoden und der Ort Wrexen sowie anschließend weitere umliegende Orte zur neuen Stadt Diemelstadt zusammengefasst wurden. Verwaltungssitz ist Rhoden.

## Geografie

### Nachbargemeinden
Diemelstadt grenzt im Norden und Osten an die Stadt Warburg (Kreis Höxter in Nordrhein-Westfalen), im Südosten an die Stadt Volkmarsen, im Süden an die Stadt Bad Arolsen (beide im Landkreis Waldeck-Frankenberg) sowie im Westen an die Stadt Marsberg (Hochsauerlandkreis in Nordrhein-Westfalen).

### Stadtgliederung
Die Gemeinde besteht aus den Stadtteilen
- Ammenhausen
- Dehausen
- Helmighausen
- Hesperinghausen
- Neudorf
- Orpethal
- Rhoden (seit 1237 Stadtrechte, Sitz der Stadtverwaltung)
- Wethen
- Wrexen

### Klima
Gelegen am nordöstlichen Rothaargebirge, verfügt die Stadt Diemelstadt über ein Klima, welches etwas kühler ist als die Jahresdurchschnittstemperaturen Deutschlands. Im Winter sind größere Schneemengen möglich, und die Durchschnittstemperatur liegt bei 0,8 °C; im Sommer werden im Durchschnitt Temperaturen von 15,9 °C erreicht. Im Allgemeinen gehört Diemelstadt zu einem der trockensten Gebiete in Hessen. Der Jahresniederschlag liegt bei nur etwa 620 mm.
|                       | Jan | Feb | Mär | Apr | Mai | Jun | Jul | Aug | Sep | Okt | Nov | Dez |   |      |
| Mittl. Tagesmax. (°C) | 2   | 3   | 7   | 12  | 18  | 21  | 22  | 21  | 18  | 12  | 6   | 2   | ⌀ | 12   |
| Mittl. Tagesmin. (°C) | −1  | 0   | 0   | 3   | 7   | 10  | 12  | 11  | 8   | 5   | 1   | 0   | ⌀ | 4,7  |
|                       |     |     |     |     |     |     |     |     |     |     |     |     |   |      |
| Niederschlag (mm)     | 42  | 38  | 40  | 44  | 50  | 58  | 75  | 66  | 55  | 55  | 46  | 50  | Σ | 619  |
|                       |     |     |     |     |     |     |     |     |     |     |     |     |   |      |
| Sonnenstunden (h/d)   | 2   | 3   | 4   | 5   | 7   | 6   | 7   | 6   | 5   | 3   | 1   | 1   | ⌀ | 4,2  |
|                       |     |     |     |     |     |     |     |     |     |     |     |     |   |      |
| Regentage (d)         | 22  | 20  | 24  | 19  | 16  | 20  | 22  | 18  | 19  | 23  | 23  | 27  | Σ | 253  |
|                       |     |     |     |     |     |     |     |     |     |     |     |     |   |      |
| Luftfeuchtigkeit (%)  | 86  | 82  | 80  | 73  | 69  | 72  | 74  | 73  | 82  | 87  | 89  | 89  | ⌀ | 79,7 |

| −1 |

| 0 |

| 0 |

| 3 |

| 7 |

| 10 |

| 12 |

| 11 |

| 8 |

| 5 |

| 1 |

| 0 |

| −1 |

| 0 |

| 0 |

| 3 |

| 7 |

| 10 |

| 12 |

| 11 |

| 8 |

| 5 |

| 1 |

| 0 |

| N i e d e r s c h l a g | 42  | 38  | 40  | 44  | 50  | 58  | 75  | 66  | 55  | 55  | 46  | 50  |
|                         | Jan | Feb | Mär | Apr | Mai | Jun | Jul | Aug | Sep | Okt | Nov | Dez |

## Geschichte

### Gemeindebildung
Diemelstadt entstand am 1. November 1970 im Zuge der Gebietsreform in Hessen durch den freiwilligen Zusammenschluss der Stadt Rhoden und der Gemeinde Wrexen. Am 31. Dezember 1970 kamen die Gemeinden Ammenhausen, Dehausen, Helmighausen, Neudorf und Wethen auf freiwilliger Basis hinzu. Hesperinghausen und Orpethal folgten am 31. Dezember 1971. Nach einem Bürgerentscheid wurde als Name der Gemeinde „Diemelstadt“ festgelegt und ist damit eine Neuschöpfung ohne Ursprung, er nimmt Bezug auf den Fluss Diemel. Die Stadtrechte entstammen der Stadt Rhoden. Rhoden wurde auch Sitz der Gemeindeverwaltung. Für alle durch die Gebietsreform nach Diemelstadt eingegliederten Gemeinden wurden Ortsbezirke mit Ortsbeirat und Ortsvorsteher nach der Hessischen Gemeindeordnung eingerichtet.

### Bevölkerung

#### Einwohnerstruktur 2011
Nach den Erhebungen des Zensus 2011 lebten am Stichtag, dem 9. Mai 2011, in Diemelstadt 5382 Einwohner. Darunter waren 243 (4,5 %) Ausländer, von denen 113 aus dem EU-Ausland, 71 aus anderen europäischen Ländern und 62 aus anderen Staaten kamen. (Bis zum Jahr 2020 erhöhte sich die Ausländerquote auf 8,6 %.) Nach dem Lebensalter waren 855 Einwohner unter 18 Jahren, 2193 waren zwischen 18 und 49, 1107 zwischen 50 und 64 und 1227 Einwohner waren älter. Die Einwohner lebten in 2250 Haushalten. Davon waren 639 Singlehaushalte, 588 Paare ohne Kinder und 765 Paare mit Kindern, sowie 207 Alleinerziehende und 51 Wohngemeinschaften. In 438 Haushalten lebten ausschließlich Senioren und in 1440 Haushaltungen leben keine Senioren.

#### Einwohnerentwicklung
| Diemelstadt: Einwohnerzahlen von 1972 bis 2020 | Diemelstadt: Einwohnerzahlen von 1972 bis 2020 | Diemelstadt: Einwohnerzahlen von 1972 bis 2020 | Diemelstadt: Einwohnerzahlen von 1972 bis 2020 | Diemelstadt: Einwohnerzahlen von 1972 bis 2020 |
| ---------------------------------------------- | ---------------------------------------------- | ---------------------------------------------- | ---------------------------------------------- | ---------------------------------------------- |
| Jahr                                           |                                                |                                                |                                                | Einwohner                                      |
| 1972                                           | 1972                                           |                                                | 5.568                                          | 5.568                                          |
| 1975                                           | 1975                                           |                                                | 5.710                                          | 5.710                                          |
| 1980                                           | 1980                                           |                                                | 5.788                                          | 5.788                                          |
| 1985                                           | 1985                                           |                                                | 5.668                                          | 5.668                                          |
| 1990                                           | 1990                                           |                                                | 5.675                                          | 5.675                                          |
| 1995                                           | 1995                                           |                                                | 5.894                                          | 5.894                                          |
| 2000                                           | 2000                                           |                                                | 5.803                                          | 5.803                                          |
| 2005                                           | 2005                                           |                                                | 5.626                                          | 5.626                                          |
| 2010                                           | 2010                                           |                                                | 5.427                                          | 5.427                                          |
| 2011                                           | 2011                                           |                                                | 5.382                                          | 5.382                                          |
| 2015                                           | 2015                                           |                                                | 5.250                                          | 5.250                                          |
| 2020                                           | 2020                                           |                                                | 5.213                                          | 5.213                                          |
| Quellen: 1972:; ab 1972:; Zensus 2011          |                                                |                                                |                                                |                                                |

#### Religion
Fast drei Viertel der Einwohner von Diemelstadt sind evangelischen Glaubens. In allen Stadtteilen, außer Ammenhausen, Dehausen und Orpethal, existieren evangelische Kirchen. Die nächsten katholischen Kirchen befinden sich in Bad Arolsen, Warburg-Scherfede und Marsberg.
Daten zur Religionszugehörigkeit
| • 1987: | 4312 evangelische (= 79,7 %), 814 katholische (= 15,1 %), 282 sonstige (= 5,2 %) Einwohner  |
| • 2011: | 3402 evangelische (= 63,2 %), 956 katholische (=17,8 %), 1024 sonstige (= 19,0 %) Einwohner |

## Politik

### Stadtverordnetenversammlung
Die Kommunalwahl am 14. März 2021 lieferte folgendes Ergebnis, in Vergleich gesetzt zu früheren Kommunalwahlen:
| Stadtverordnetenversammlung – Kommunalwahlen 2021                                                                      | Stadtverordnetenversammlung – Kommunalwahlen 2021                      |
| --- | ---------------------------------------------------------------------- |
| Stimmenanteil in %Wahlbeteiligung 56,9 % 403020100 30,8 (−4,3)30,2 (−6,4)29,7 (+1,4)9,3 (n. k.) FWGSPDCDUGrüne20162021 | SitzverteilungInsgesamt 25 Sitze - SPD: 8 - Grüne: 2 - FWG: 8 - CDU: 7 |

| Parteien und Wählergemeinschaften | Parteien und Wählergemeinschaften           | % 2021 | Sitze 2021 | % 2016 | Sitze 2016 | % 2011 | Sitze 2011 | % 2006 | Sitze 2006 | % 2001 | Sitze 2001 |
| FWG                               | Freie Wählergemeinschaft Diemelstadt        | 30,8   | 8          | 35,1   | 9          | 27,5   | 7          | 18,6   | 5          | 17,9   | 6          |
| SPD                               | Sozialdemokratische Partei Deutschlands     | 30,2   | 8          | 36,6   | 9          | 41,4   | 10         | 40,7   | 10         | 45,8   | 14         |
| CDU                               | Christlich Demokratische Union Deutschlands | 29,7   | 7          | 28,3   | 7          | 31,1   | 8          | 32,8   | 8          | 31,5   | 10         |
| Grüne                             | Bündnis 90/Die Grünen                       | 9,3    | 2          | —      | —          | —      | —          | —      | —          | —      | —          |
| FDP                               | Freie Demokratische Partei                  | —      | —          | —      | —          | —      | —          | 5,6    | 1          | 4,8    | 1          |
| BL                                | BL-Bürgerliste für Diemelstadt              | —      | —          | —      | —          | —      | —          | 2,3    | 1          | —      | —          |
| Gesamt                            | Gesamt                                      | 100,0  | 25         | 100,0  | 25         | 100,0  | 25         | 100,0  | 25         | 100,0  | 31         |
| Wahlbeteiligung in %              | Wahlbeteiligung in %                        | 56,9   | 56,9       | 52,1   | 52,1       | 51,4   | 51,4       | 50,6   | 50,6       | 54,9   | 54,9       |

### Bürgermeister
Nach der hessischen Kommunalverfassung wird der Bürgermeister für eine sechsjährige Amtszeit gewählt, seit dem Jahr 1993 in einer Direktwahl, und ist Vorsitzender des Magistrats, dem in der Stadt Diemelstadt neben dem Bürgermeister ehrenamtlich ein Erster Stadtrat und vier weitere Stadträte angehören. Bürgermeister ist seit dem 1. Februar 2024 der parteiunabhängige Andreas Fritz. Er wurde als Nachfolger von Elmar Schröder, der nach zwei Amtszeiten nicht mehr kandidiert hatte, am 8. Oktober 2023 im ersten Wahlgang bei 64,96 Prozent Wahlbeteiligung mit 68,52 Prozent der Stimmen gewählt.
Amtszeiten der Bürgermeister
- 2024–2030 Andreas Fritz[18]
- 2012–2024 Elmar Schröder[19]
- 1994–2012 Rolf Emde[22]
- 1989–1993 Horst Strott (SPD) (zuvor Bürgermeister der Stadt Hatzfeld)[23]
- 1970–1989 Herbert Weishaupt (SPD) (zuvor 1968–1970 letzter Bürgermeister der Gemeinde Wrexen)[24]

### Wappen

Stadtfahne von Diemelstadt

Am 11. Februar 1972 genehmigte der Hessische Minister des Innern das Wappen mit folgender Beschreibung:
| Wappen von Diemelstadt | Blasonierung: „In Rot über beiderseits ansteigender silberner Zinnenmauer mit offenem Tor zwischen zwei Zinnentürmen ein hohes kreuzbekröntes silbernes Giebelhaus; die bogenförmige goldene Nische belegt mit einem achtstrahligen schwarzen Stern.“ |
| Wappen von Diemelstadt | Wappenbegründung: Das älteste Siegel aus dem heutigen Gemeindegebiet stammt aus Rhoden, aus der Zeit der Verleihung der Stadtrechte und zeigte bereits die gleiche Zusammensetzung wie das heutige Wappen Rhodens und Diemelstadts: eine Stadtmauer mit Kirche und den Waldecker Stern. Im 19. Jahrhundert wurde die Komposition in einem Schild platziert und nach der Gebietsreform in den 1970ern als Wappen der neu gegründeten Stadt Diemelstadt übernommen. |

### Flagge
Am 22. Mai 1979 genehmigte der Hessische Minister des Innern die Flagge mit folgender Beschreibung:

„Die Stadtfahne zeigt auf einer schwarz-gelb-schwarz (2:3:2) längsgeteilten Flaggenbahn in der oberen Hälfte das Wappen der Stadt.“

### Städtepartnerschaften
Diemelstadt unterhält seit 1990 partnerschaftliche Beziehungen zum thüringischen Kranichfeld.

## Kultur und Sehenswürdigkeiten
- Schloss und fürstliches Erbbegräbnis Rhoden
- Kirchenruine Alt-Rhoden
- mittelalterliche Altstadt im Stadtteil Rhoden mit Fachwerkensembles und Stadtkirche Rhoden
- Kirche in Wethen mit Krypta
- Burg Brobeck
- großes Schloss auf Gut Billinghausen (Orpethal)

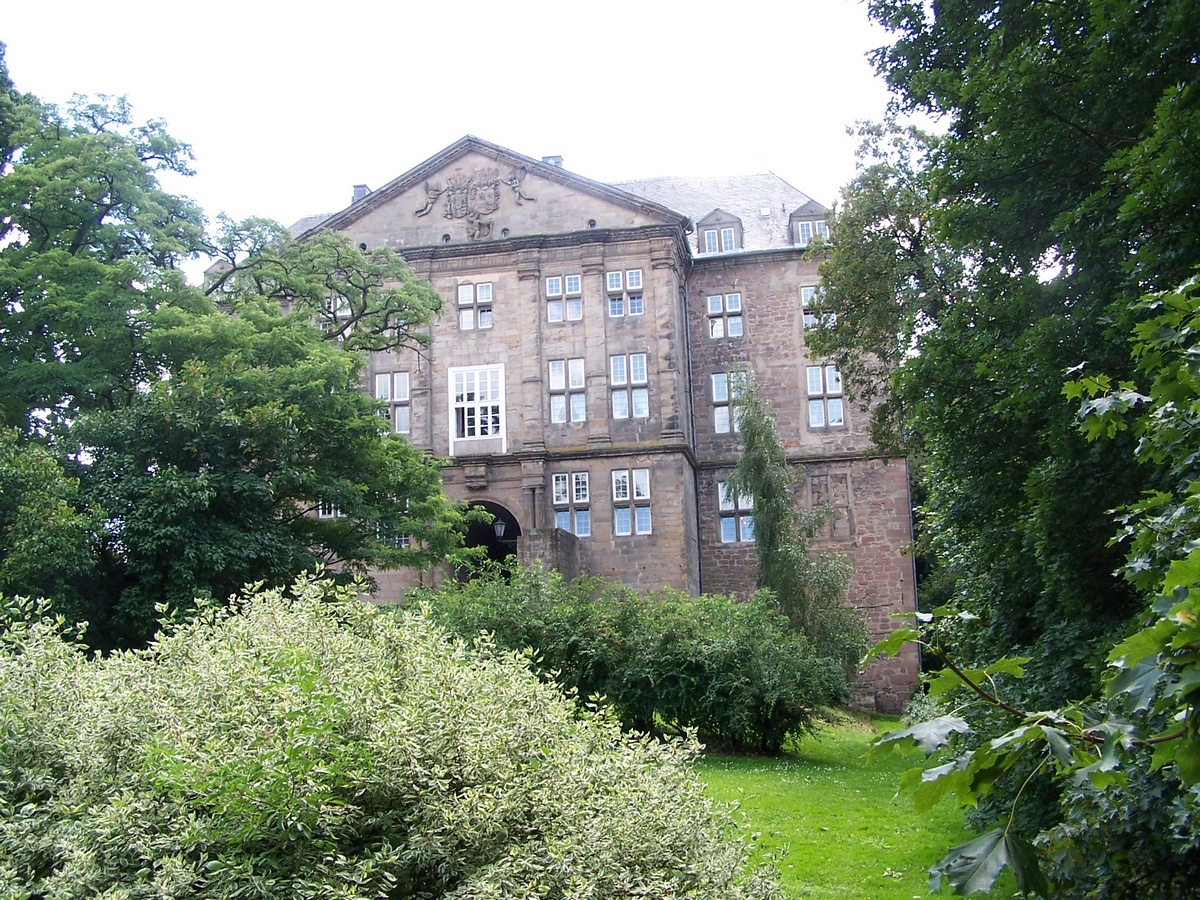
Schloss Rhoden
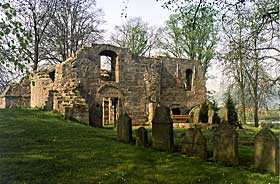
Ruine Alt-Rhoden
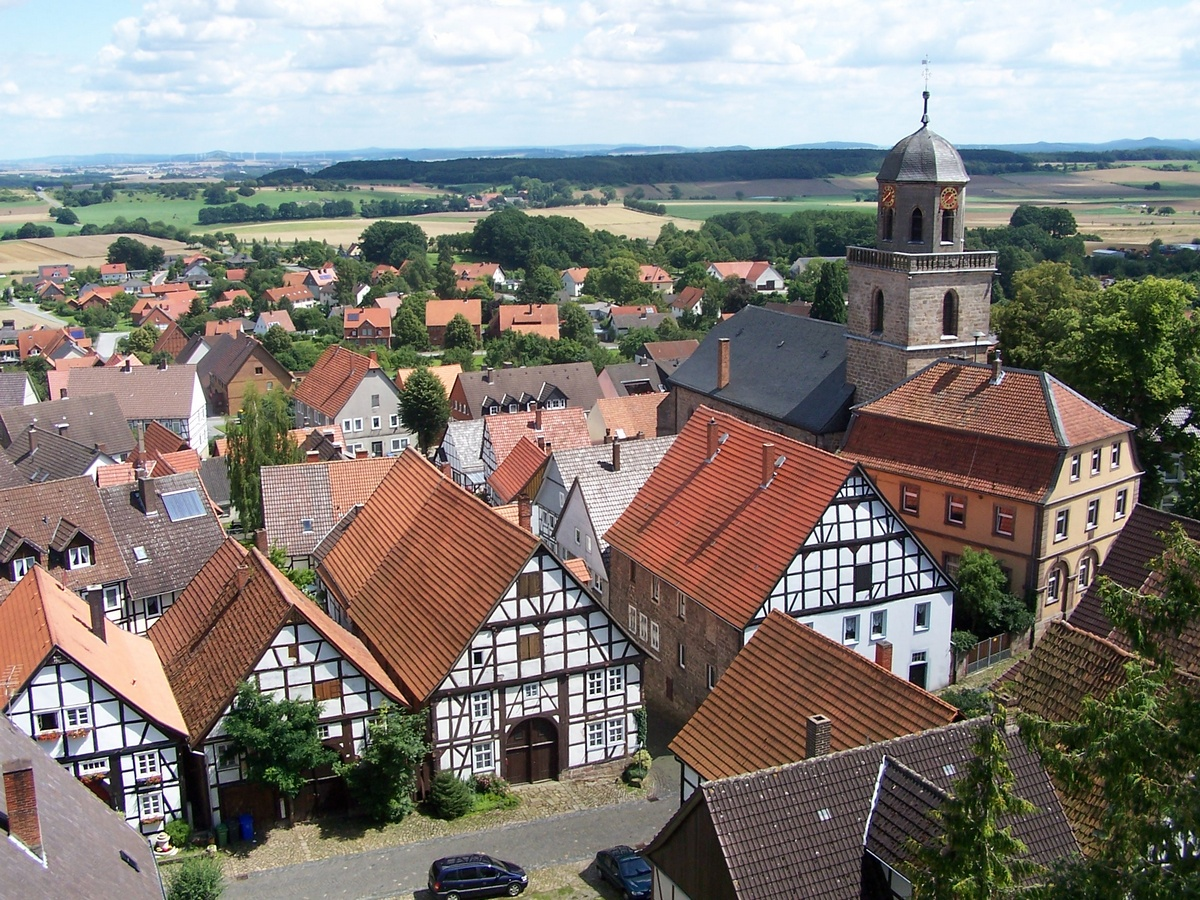
Altstadt von Rhoden
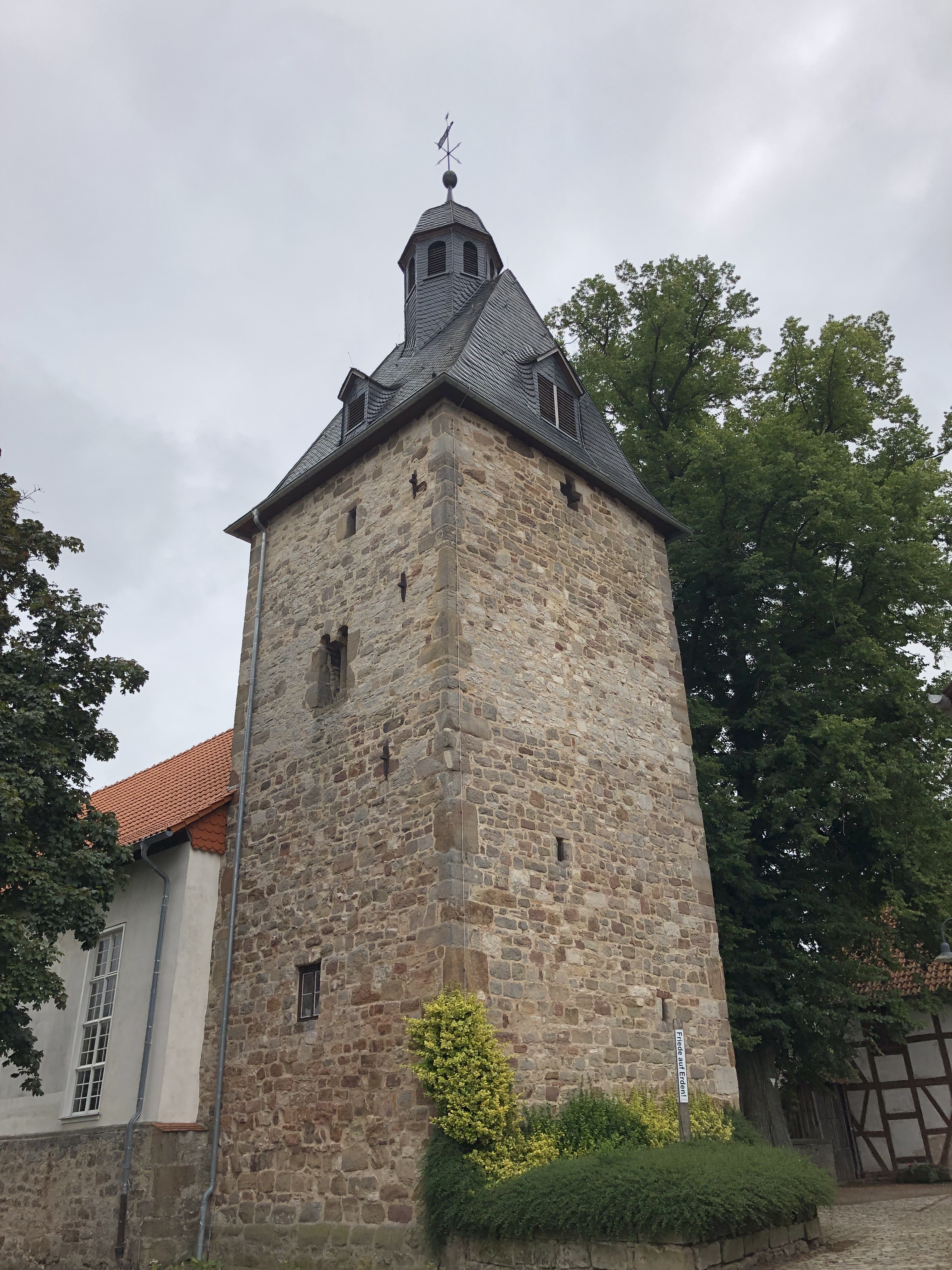
Paulus-Kirche Wethen
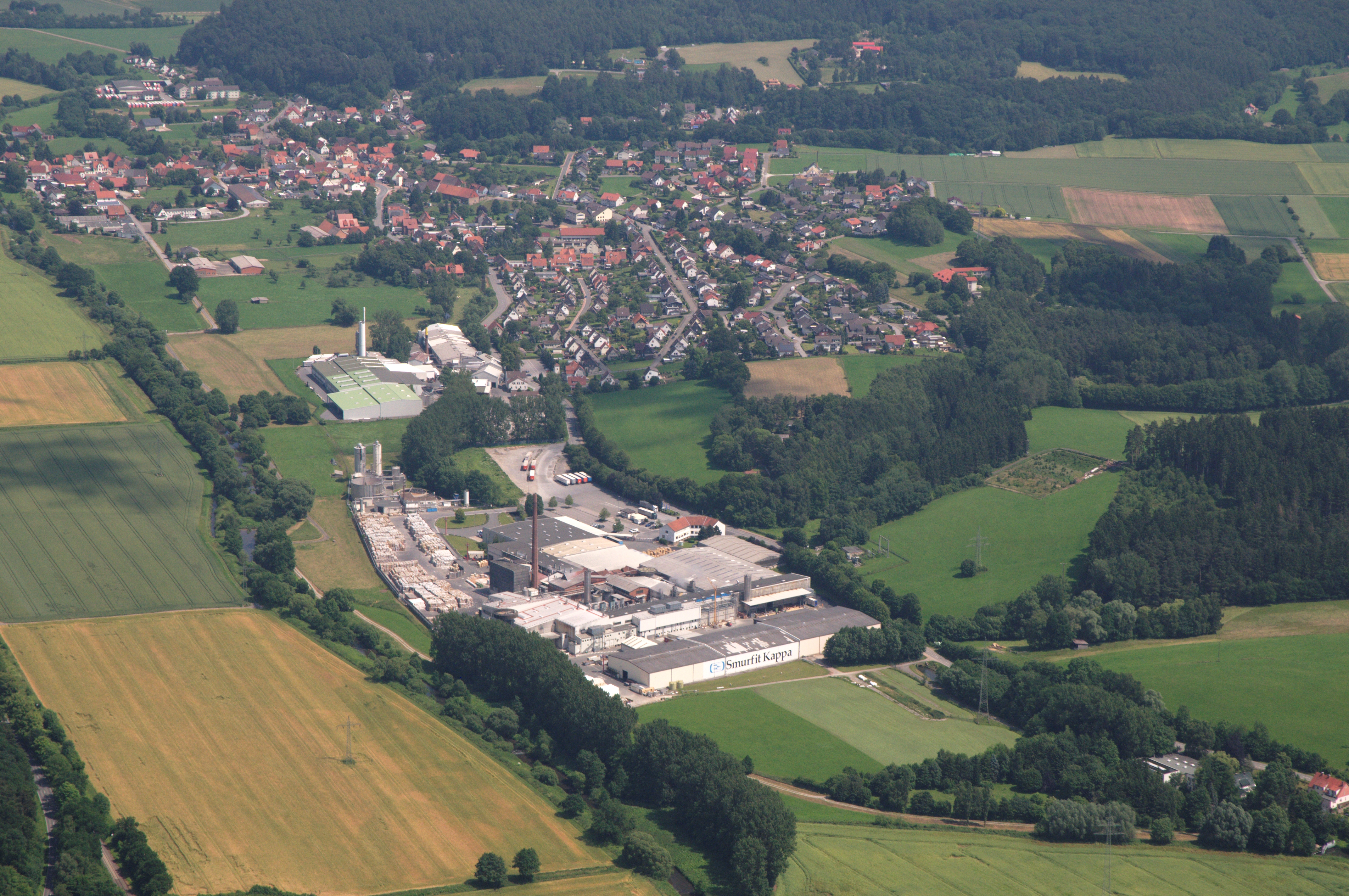
Luftaufnahme Wrexen
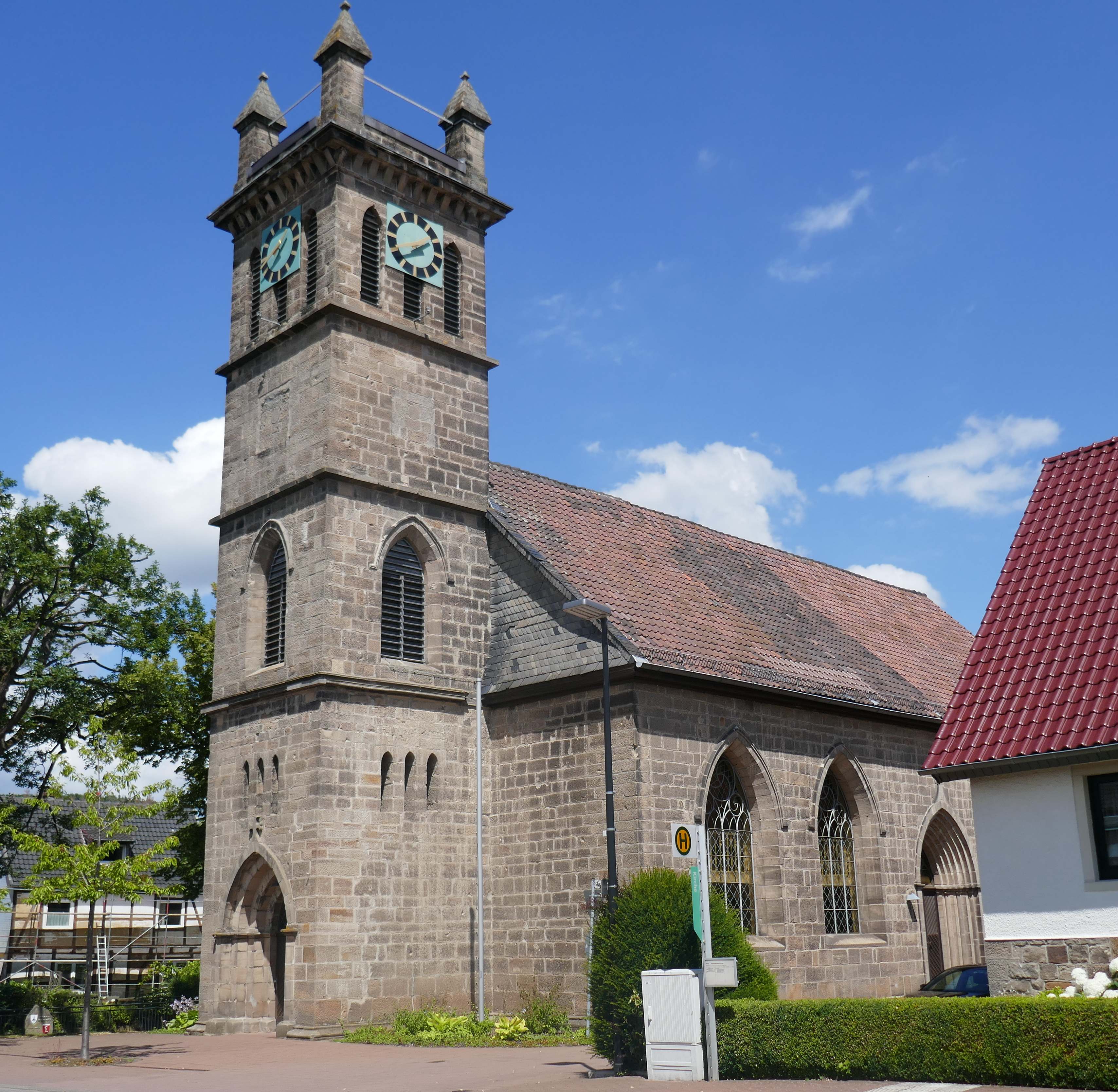
Kirche Wrexen
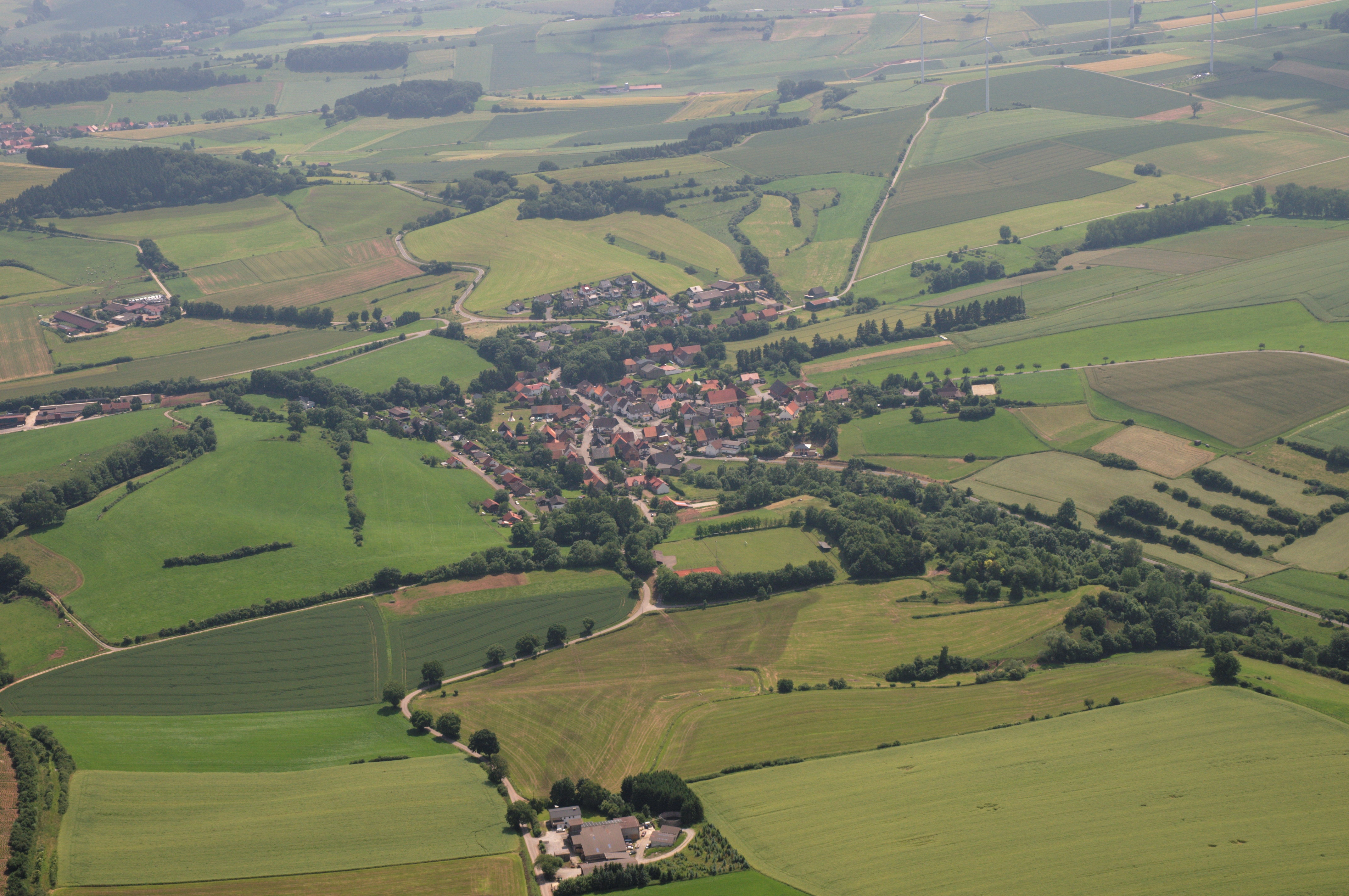
Luftaufnahme Helmighausen

## Wirtschaft und Infrastruktur

### Verkehr
Infrastrukturell ist Diemelstadt an folgenden Fernverkehrsstraßen angeschlossen:
- A 44 (Kassel – Dortmund) in Rhoden.
- B 252 (Lahntal-Göttingen – Blomberg, Lippe) in Rhoden.
- B 68 (Paderborn) in Richtung Scherfede.
- B 7 (Ruhrgebiet – Kassel – Eisenach) bei Wrexen.

In Diemelstadt existiert kein aktiver Personenbahnhof. Der Bahnhof Wrexen, auf Scherfeder Gebiet, wurde in den 1970er Jahren stillgelegt.
Die nächsten Bahnhöfe in der Umgebung befinden sich in:
- Bahnhof Warburg (Westfalen) (Entfernung ca. 15 Autominuten)
  - ICE- und IC-Verbindungen bestehen nach Düsseldorf über Hamm und nach Stralsund über Kassel, Erfurt, Halle (Saale) und Berlin sowie nach Köln und München.
  - RE- und RB-Verbindungen bestehen nach Hagen über Meschede, nach Kassel und Münster über Hamm und Paderborn.
- Bahnhof Scherfede, Westheim und Marsberg (Entfernung ca. 10 Min.)
  - RE nach Hagen und Kassel über Warburg.
- Bahnhof Bad Arolsen (Entfernung ca. 15 Min.)
  - RB nach Kassel und Korbach

Die nächsten Flughäfen befinden sich in unmittelbarer Nähe der Stadt aufgrund der verkehrsgünstigen Lage.
- Flughafen Paderborn/Lippstadt (Entfernung ca. 30 Min.)
- Flughafen Kassel-Calden (Entfernung ca. 45 Min.)

Das Segelfluggelände Dehausen liegt etwa 3 km südöstlich des Zentrums im Ortsteil Dehausen.

### Ansässige Unternehmen
- hewe-fensterbau GmbH
- Jäkel GmbH & Co. KG Maschinenmesserfabrik
- Okel GmbH & Co. KG Ausbau, Maler, Putz
- Sinemus e.K. Landtechnik Diemelstadt-Wethen
- Autohaus Krantz oHG, VW, Audi, Skoda-Vertragswerkstatt
- Smurfit Kappa C. D. Haupt Papier- und Pappenfabrik GmbH
- Sprick GmbH Bielefelder Papier- und Wellpappenwerke & Co. (Zweigwerk)
- Prima Welle / Prima Verpackung, Wellpappenfabrik

### Bildung
- Grundschule Wrexen
- Schlossbergschule Rhoden (Kooperative Gesamtschule)
- Grundschule Rhoden

## Söhne und Töchter von Diemelstadt
- Karl Wilhelm Runte (1792–1864), nach der Märzrevolution von 1848 bis 1849 Abgeordneter im Landtag des Fürstentums Waldeck-Pyrmont, geboren in Biggenhammer, war dort Faktor und starb auch dort.
- Rudolf Rocholl (1822–1905), lutherischer Theologe
- Joist Grolle (* 1932), Historiker, Hochschullehrer und Politiker, geboren in Rhoden.
- Wilhelm Dietzel (* 1948), Politiker (CDU) und hessischer Staatsminister für Umwelt, ländlichen Raum und Verbraucherschutz 1999–2009

## Veranstaltungen
- Pfingstmontag wird in Rhoden der Schnadegang abgeschritten.
- LARP-Veranstaltung „Drachenfest“
- Rhoder Viehmarkt
- Schützenfest